# 村上さんのところ
『村上さんのところ』（むらかみさんのところ）は、2015年1月15日から5月13日まで公開されていた村上春樹のウェブサイト。およびそれをまとめた書籍。電子書籍版のタイトルは「村上さんのところ コンプリート版」。2018年5月に新潮文庫で再刊。

## 概要
| 1月6日  | 各メディアで「村上さんのところ」開設の告知がなされる。このニュースは海外のメディアでもすぐに取り上げられた。同日の『ガーディアン』紙は「Haruki Murakami to be an online agony uncle」という見出しを記事に掲げた。 |
| 1月15日 | 期間限定サイト「村上さんのところ」開設。運営母体は新潮社。管理運営については株式会社はてなが協力を行った。質問メールの受付も開始された。 URLの「http://www.welluneednt.com/」はセロニアス・モンクの "Well, You Needn't" からとられた。「なぜモンクで、なぜこの曲なのでしょう」という質問に対し、村上は「これならまず誰も使っているまいという見地から、この名前を選びました。他意はありません。鯛もおりません」と答えている。 |
| 1月31日 | 質問メールの受付終了。17日間に届いたメールは37,465通。 |
| 4月30日 | 更新終了。この日までに村上が読み終えたメールは32,550通。サイトに掲載された回答は約3,500問。 |
| 5月13日 | 公開終了。 |
| 7月24日 | 書籍版が刊行。電子書籍版の配信開始。 最新情報などを紹介する「村上さんのところFacebookページ」が開設される。 |
| 8月2日  | 「村上さんのところFacebookページ」、返信の更新終了。 |

## 書籍版の内容
- 収録された質問・回答の数は473[7]。
- フジモトマサルの描き下ろしイラストマンガ51点を収録。

## 電子書籍版の内容
- 収録された質問・回答の数は3,716[7]。全回答を完全収録し、サイト終了後に村上が書いたものも含まれている。
- 村上春樹撮影の書斎空間の写真を収録。
- 近年、村上の小説の外国語版は欧米各国においては発売と同時に電子書籍版も配信されているが（ときにはオーディオブックも）、『村上さんのところ コンプリート版』は国内における初めての電子書籍となった。
- 対応端末は以下のとおり。スマートフォン、タブレット、Kindle、kobo、ソニー・リーダー、PC（PCは、BookLive!Reader ver2.3.0以降）[8]。